# Taylor Worth
Taylor Worth (Busselton, 8 januari 1991) is een Australisch voormalig boogschutter.

## Carrière
Op de Olympische Spelen in 2012 in Londen wist hij tot in de derde ronde te geraken, hij versloeg Alan Wills en Brady Ellison maar werd verslagen door Dai Xiaoxiang.
Worth nam in 2016 deel aan de Olympische Spelen hij geraakte tot in de kwartfinale waar hij door later olympisch kampioen Ku Bon-chan werd uitgeschakeld. Hij versloeg achtereen volgens Ahmed El-Nemr, Elías Malavé en Antonio Fernández. In de teamcompetitie won hij brons samen met Alec Potts en Ryan Tyack. In 2021 volgde een derde deelname aan de Olympische Spelen waar hij in de derde ronde verloor van Mete Gazoz.
Hij nam deel aan de wereldkampioenschappen outdoor in 2015, 2017 en 2019; zijn beste resultaat is de vierde ronde in 2015. In 2018 nam hij ook deel aan het wereldkampioenschap indoor in Yankton waar hij brons wist te veroveren individueel en zilver in de teamcompetitie.
In de World Cup wist hij in 2014 in Shanghai zilver te veroveren in de teamcompetitie, in Berlijn in 2018 wist hij tweemaal brons te veroveren in zowel individueel als de teamcompetitie. In 2019 wist hij in Medellín zilver te veroveren in de teamcompetitie, in 2019 wist hij op het Sydney Indoor Festival brons te veroveren.
Worth stopte na de Olympische Spelen in 2021.

## Erelijst

### Olympische Spelen
Individueel
- 2012: 3e ronde (verloren van Dai Xiaoxiang met 5-6)
- 2016: 4e ronde (verloren van Ku Bon-chan met 5-6)
- 2020: 3e ronde (verloren van Mete Gazoz met 1-7)

Team
- 2016:  Rio de Janeiro (team)

### Wereldkampioenschap
Individueel
- 2011: 1e ronde (verloren van Alexey Belov met 0-6)
- 2013: kwartfinale (verloren van Oh Jin-hyek met 3-7)
- 2014: vierde (verloren van Brady Ellison met 2-6) (indoor)
- 2015: 4e ronde (verloren van Mauro Nespoli met 5-6)
- 2017: 2e ronde (verloren van Khairul Anuar Mohamad met 5-6)
- 2018:  (gewonnen van Crispin Duenas met 6-4) (indoor)
- 2019: 1e ronde (verloren van Marco Galiazzo met 4-6)

Team
- 2018:  (indoor)

### Gemenebestspelen
- 2010:  Delhi (team)

### World Cup
Individueel
- 2018:  Berlijn
- 2019:  Sydney Indoor Festival (indoor)

Team
- 2014:  Shanghai
- 2018:  Berlijn
- 2019:  Medellín